# Primera ascensión

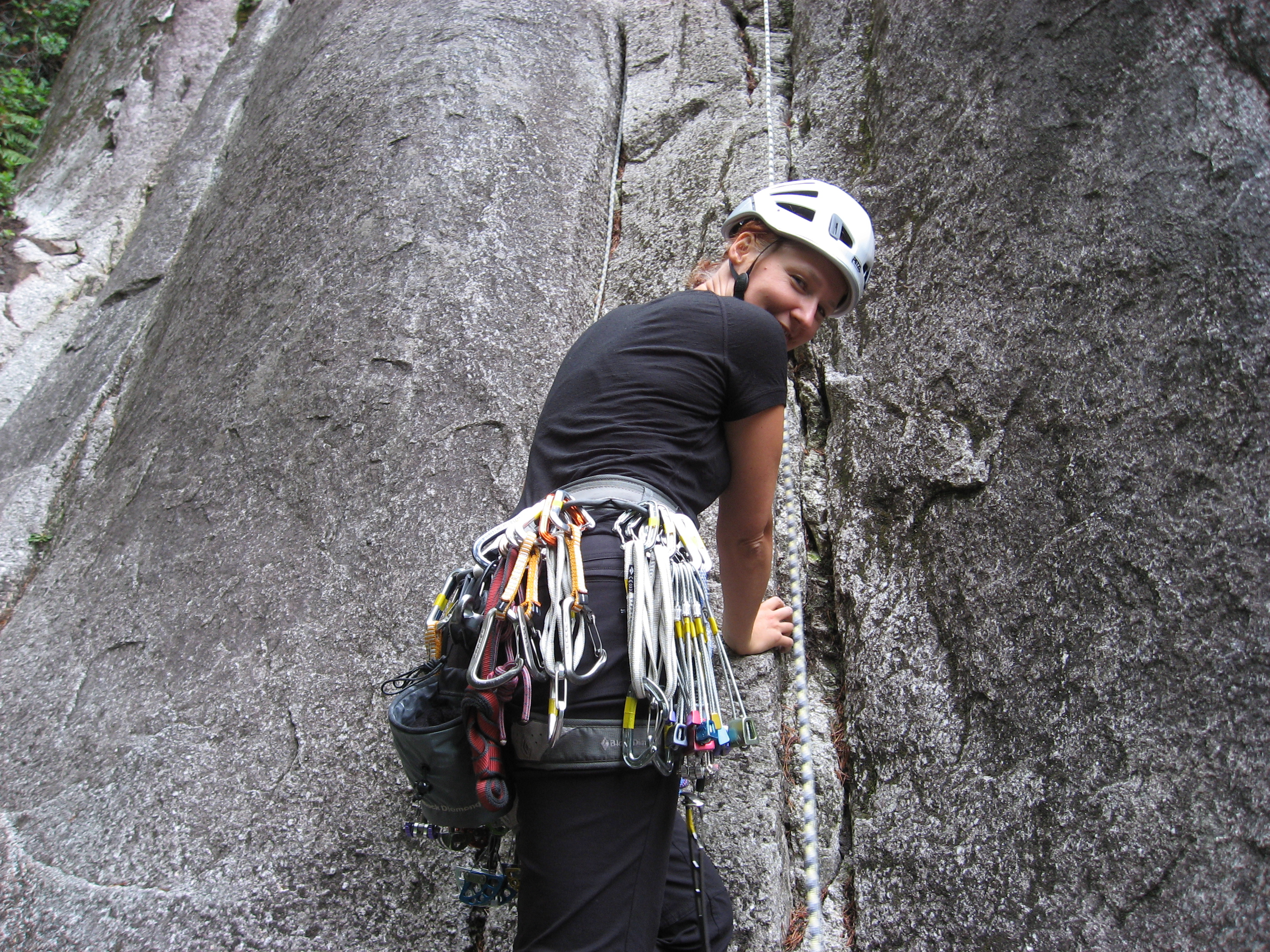
Un escalador se prepara para hacer la primera ascensión provisto de elementos de seguridad.

En montañismo, una primera ascensión es la primera escalada registrada a la cima de una montaña, o la primera vez que se abre una ruta de montañismo particular, una nueva vía para alcanzar la cima o una nueva vía para atravesar una dificultad. Las primeras ascensiones son notables porque son escaladas que implican auténtica exploración; los riesgos son más altos y los desafíos más grande que en una escalada posterior.
Muchas de las primeras ascensiones, particularmente por rutas difíciles, implican una mezcla de escalada libre y artificial. Por consiguiente, los escaladores libres más puristas también identifican una «primera subida libre», hecha utilizando solamente equipo de protección y por lo tanto, más desafiante.
Las primeras ascensiones, libres o de cualquier otra forma, son, en general, registradas cuidadosamente como parte de la historia de una montaña, del área o de la región, y suelen mencionarse en las guías de viaje. Algunas guías suelen omitir conscientemente esta información, para no fomentar disputas sobre la asignación del evento y el excesivo abuso de nuevas vías con el fin únicamente de añadir una nueva. En algunas casos, los indicios de una primera ascensión son pequeños o desconocidos; a veces las únicas pruebas de la visita previa son un montón de piedras, artefactos, o dedicatorias que se encuentran en la cumbre.
Por otra parte, el término «última subida» se utiliza para designar una ascensión que ha sido tan desagradable que no se pretende repetir la experiencia.